# Bolusiella maudiae
Bolusiella maudiae är en orkidéart som först beskrevs av Harry Bolus, och fick sitt nu gällande namn av Rudolf Schlechter. Bolusiella maudiae ingår i släktet Bolusiella och familjen orkidéer. Inga underarter finns listade i Catalogue of Life.